# Distillation à court trajet

Appareil de distillation à court trajet avec condenseur vertical, ayant pour but de minimiser le trajet de distillation. 1 : Ballon avec barreau d'agitation/granulés antichocs. 2 : Doigt réfrigérant, dont la courbure oriente le condensat. 3 : Sortie d'eau de refroidissement. 4 : Entrée d'eau de refroidissement. 5 : Entrée de gaz. 6 : Récipient recueillant le distillat.

La distillation à court trajet (de l'anglais short-path distillation), est une technique de distillation caractérisée par la faible distance parcourue par le distillat (souvent réduite à quelques centimètres). Une telle distillation est en principe conduite à pression réduite, auquel cas elle est également appelée distillation directe sous vide.
Les systèmes de distillation à court trajet sont souvent connus sous divers noms selon les fabricants et les composés qu'ils permettent de distiller. Ils sont classiquement composés de deux récipients en verre, séparés ou non par un condenseur, entre lesquelles voyage le distillat. Cette technique est souvent utilisée pour séparer des composés instables à des températures élevées, ou pour purifier de petites quantités de composé. À pression réduite, elle a pour avantage de nécessiter une température de chauffe sensiblement inférieure au point d'ébullition du liquide à pression atmosphérique ; d'autre part, elle ne fait parcourir qu'une courte distance au distillat avant sa condensation, ce qui minimise les pertes de produit sur les parois de l'appareil.
De nombreux dispositifs de séparation utilisés en chimie fonctionnent sur le principe d'une distillation à court trajet. Ainsi, le Kugelrohr (en) est un appareil de distillation à court trajet pouvant contenir plusieurs chambres pour collecter les fractions de distillat. Plusieurs techniques dérivées ont également été mises au point pour améliorer le taux d'évaporation sans accroître la température, telles que l'évaporation à film mince, à film raclé ou rotative. Toutes ces techniques impliquent d'étaler mécaniquement un film liquide sur une grande surface afin d'augmenter l'interface liquide-vapeur.